# Comunidade Quilombola do Degredo
A comunidade quilombola do Degredo está localizada em Linhares, no estado do Espírito Santo, Brasil. Essa comunidade é uma das várias comunidades quilombolas reconhecidas no país, formadas por descendentes de africanos escravizados que fugiram e estabeleceram áreas de resistência cultural e territorial.
O Quilombo Degredo foi reconhecido como remanescente de quilombo pela Fundação Cultural Palmares em 2016, um reconhecimento importante que garante direitos territoriais e reforça a identidade histórica da comunidade. O território de Degredo é fundamental para a sobrevivência econômica e cultural da comunidade, que continua a enfrentando desafios, especialmente em relação à regularização fundiária e impactos ambientais, como os decorrentes do rompimento da barragem de Fundão.
O Estudo do Componente Quilombola (ECQ) da Comunidade Remanescente de Quilombo do Degredo descreve pontos da história da comunidade e seu território. Traz aspectos socioeconômicos que revelam a tradicionalidade do Degredo, bem como as características físicas do território, como água, solo, vegetação e as diferentes formas de vida que ali habitam. A partir das informações disponíveis, busca caracterizar impactos causados pelo desastre do rompimento da barragem de Fundão para a comunidade e seus modos de vida.
Em 16 de junho de 2019, a Comunidade Quilombola de Degredo, localizada em Linhares, Espírito Santo, realizou um importante evento para escolher sua Assessoria Técnica Independente (ATI). O encontro, que aconteceu no Centro de Integração Comunitária (CIC) de Degredo, contou com a participação de 314 pessoas atingidas, e foi organizado pelo Fundo Brasil de Direitos Humanos, seguindo as diretrizes estabelecidas pela Comissão de Atingidos. O Procurador da República Dr. Paulo Trazzi, membro da força-tarefa do Rio Doce, também esteve presente.

Na ocasião, duas entidades apresentaram suas propostas: a Associação dos Pescadores e Extrativistas e Remanescentes de Quilombo do Degredo (ASPERQD) e o Instituto de Planejamento, Pesquisa, Comunicação, Estudos Sociais e Tecnológicos (IPPECET). Após uma série de debates e esclarecimentos, a ASPERQD foi escolhida por aclamação como a Assessoria Técnica da comunidade, marcando um feito histórico como a primeira assessoria técnica quilombola do Brasil.
1. ↑  chrome-extension://efaidnbmnnnibpcajpcglclefindmkaj/https://www.asperqd.org.br/wp-content/uploads/2021/03/ECQ_Degredo.pdf

https://www.fundobrasil.org.br/apoio-a-sociedade-civil/programa-rio-doce/territorios/t-17-territorio-quilombola-de-degredo-es/